# 威斯敏斯特 (馬里蘭州)
威斯敏斯特是美國馬里蘭州卡洛爾縣的縣治。根據2010年人口普查，本城共有人口18,590 人。

## 友好城市
- 爱沙尼亚派德 2002年

## 地理
威斯敏斯特位於39°34′36″N 77°0′0″W / 39.57667°N 77.00000°W（39.576551, −77.000120）。根據2000年人口普查，本城面積為6.64平方英里（17.20平方），其中6.63平方英里（17.17平方）為陸地，0.01平方英里（0.03平方）為水域。

### 龍捲風活動
威斯敏斯特的龍捲風數量比美國平均高38%。於2011年4月16日，一個龍捲風於北美東部時區上午8:00在本城著陸於1952年4月15日，一個F3龍捲風在本城15.5英里外著陸，4人受傷，造成損害約為$500,000至$5,000,000美金。